# Calapnita phasmoides
Calapnita phasmoides is een spinnensoort uit de familie trilspinnen (Pholcidae). De soort komt voor in Borneo.